# HIKARI/ダイアの花
「HIKARI/ダイアの花」（ヒカリ／ダイアのはな）は、より子の3枚目のシングル。

## 解説
2005年11月2日に発売された。全作詞・作曲はより子。編曲は中村太知（「HIKARI」）・DAITA（「ダイアの花」）・Fumiko Yoshii（「HIKARI N.Y.version」）。もともとは2005年10月19日に発売が予定されていたが、2週延期になっている。
アルバム『Coccon』からのシングルカットとなった前2作とは違い、完全なる新作として発表された。タイアップとなったアニメ『BLACK CAT』のアニメステッカータイプ長帯仕様となっている。シングルの中では現在最大の売上を記録している。

## 収録曲
1. HIKARI
  - 朝日放送土曜ナイトドラマ『夢縁坂骨董店』エンディングテーマ

初の提供曲となったバラード曲。インディーズ時代の2002年頃にニューヨークに行った際、コーディネーターとして同曲を制作したFumikoと出会ったのがきっかけとなり、曲を提供してもらった。それ以来、歌詞を付けたし推敲しながら書き上げ、発表まで温められてきた。楽曲レコーディングの際に、曲が生まれた場所で歌いたいという本人の希望で、初のニューヨークレコーディングが行われた。ニューヨークではボーカルとピアノのレコーディングが行われ、DAITAのギターを含むサウンドレコーディングは日本で行われた。なお、その際にシンディ・ローパーの「Time After Time」のカバーもレコーディングしており、こちらはレコーディングから2年経った2007年にシングル「ココロの鍵」のカップリングとして収録された。
2. ダイアの花
  - TBS系アニメ『BLACK CAT』オープニングテーマ

初のDAITAプロデュースであり、アニメソングとなったロックナンバー。アニメ制作側からテーマソングのオファーを受け、初めてタイアップのために書き下ろされた。楽曲の書き下ろしは本人曰く「正直不安だった」と語っており、制作途中で一度挫折している。だが、その途中でやったゲームからインスピレーションを受けて再び書き上げ、制作された。
3. HIKARI N.Y.version
ニューヨークレコーディングの際、現地のミュージシャンと共に演奏したバージョン。歌詞は英語詞に書き換えられている。楽曲の制作者であるFumikoもオルガン・シンセサイザー・コーラスで楽曲に参加している。